# إسقاط مجسادي
إسقاط مجسادي أو مِجسامي أو إسقاط المُجسَّم أو الإسقاط الإستريوغرافي يشير إلى عملية إسقاط النقاط الموجودة على سطح الكرة من نقطة N للكرة نفسها (والتي غالبًا ما تسمى القطب الشمالي للكرة) على مستوى يكون عادةً إما المستوى الاستوائي، أو المستوى المتماس للكرة عند القطب الجنوبي S.

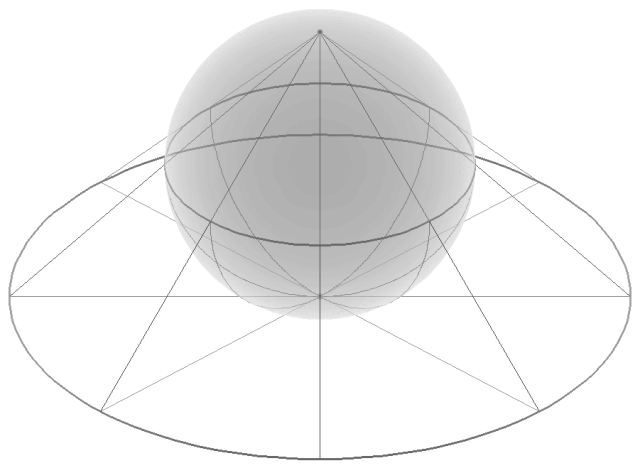
إسقاط قطبي

يحدد هذا الإسقاط علاقة تقابل بين نقاط الكرة ونقاط المستوى (بما في ذلك النقطة اللانهائية).
تكون نتيجة الإسقاط دوائر متحدة المركز في S والتي تم الحصول عليها كتقاطع بين مخاريط رؤوسها في N وقواعدها دوائر العرض.
في رسم الخرائط، يُطلق على الإسقاط المجسادي للأرض اسم قطبية أو استوائية أو مائلة وفقًا لموقع مركز الإسقاط (قطب أو نقطة على خط الاستواء أو في أي مكان آخر).

## وصلات خارجية
- إسقاط استريوغرافي لإنشاء انماط من الظلال الهندسية: Pumpkin geometry: stunning shadow sculptures that illuminate an ancient mathematical technique